# Теорема Александера о предбазе
Теорема Алекса́ндера о предбазе (англ. Alexander Subbase Theorem) — теорема общей топологии, устанавливающая критерий компактности топологического пространства.
Компактным называется пространство, допускающая выделение из каждого своего покрытия открытыми множествами конечное подпокрытие. Теорема Александера значительно сужает класс покрытий, которые достаточно рассматривать для установления компактности.
Формулировка теоремы использует понятие предбазы топологии — семейства открытых подмножеств, конечные пересечения которых образуют базу топологии.
Теорема (Дж. Александер, 1939). Топологическое пространство компактно тогда и только тогда, когда выделение конечного подпокрытия допускает каждое покрытие, составленное из элементов некоторой предбазы его топологии.
Доказательство. Необходимость в этом критерии компактности очевидна, так как все элементы предбазы — открытые множества. Достаточность доказывается методом от противного. Пусть пространство X некомпактно, хотя всякое покрытие, составленное из элементов предбазы {\displaystyle {\mathfrak {P}}} его топологии, допускает выделение конечного подпокрытия. Пусть {\displaystyle {\mathfrak {B}}} — база топологии пространства X, образованная этой предбазой. Каждый её элемент есть конечное пересечение элементов предбазы.
Множество всех возможных {\displaystyle {\mathfrak {B}}} - покрытий пространства X (то есть составленных из элементов базы {\displaystyle {\mathfrak {B}}}), не допускающих конечного подпокрытия, индуктивно упорядочено и непусто, следовательно, к нему применима лемма Цорна. Значит, существует максимальное (нерасширяемое) такое покрытие. Элементы предбазы {\displaystyle {\mathfrak {P}}}, содержащиеся в нём, не образуют покрытия пространства X, следовательно, какая-то точка покрыта элементом базы {\displaystyle P_{1}\cap P_{2}\cap \ldots \cap P_{n}}, но покрытие не содержит ни один из элементов предбазы {\displaystyle P_{1},P_{2},\ldots ,P_{n}}.
Далее используется максимальность рассматриваемого покрытия. После добавления к нему множества {\displaystyle P_{i}}, можно выделить конечное подпокрытие. Объединяя все эти подпокрытия, выкидывая из них множества {\displaystyle P_{1},P_{2},\ldots ,P_{n}} и добавляя множество {\displaystyle P_{1}\cap P_{2}\cap \ldots \cap P_{n}}, получается конечное покрытие пространства X, являющееся подпокрытием исходного покрытия.
Противоречие (конечных подпокрытий исходное покрытие не допускало) доказывает теорему.
Несложное доказательство теоремы Александера можно получить, используя следующий критерий компактности: топологическое пространство {\displaystyle X} компактно в том и только том случае, если каждый ультрафильтр на множестве {\displaystyle X} имеет хотя бы один предел.
Теорема Александера носит теоретико-решёточный характер (поскольку формулируется в терминах свойств семейства открытых подмножеств топологического пространства, являющегося полной дистрибутивной решёткой) и допускает различные обобщения на специальные классы частично упорядоченных множеств.